# Regis Pitbull
Regis Pitbull (ur. 22 września 1976) – brazylijski piłkarz występujący na pozycji napastnika.

## Kariera klubowa
Od 1996 do 2011 roku występował w klubach CS Marítimo, Ponte Preta, Ceará, Kyoto Purple Sanga, EC Bahia, Gaziantepspor, CR Vasco da Gama, Corinthians Paulista, Portuguesa, Portuguesa, Internacional Limeira, Daejeon Citizen, Vilavehlense, Rio Branco, ABC, Poços de Caldas, São Raimundo i Caxias.